# NGC 3082
NGC 3082 este o galaxie lenticulară situată în constelația Mașina Pneumatică. A fost descoperită în 30 martie 1835 de către John Herschel. Se află la o distanță de 39,45 de megaparseci de Pământ.